# Militainment
Militainment é uma palavra-valise da língua inglesa formada pela combinação de Military e entertainment. É definida como uma forma de entretenimento que enaltece os militares ou que é por eles controlado.